# نهائي كأس الاتحاد الأوروبي 2005
نهائي كأس الاتحاد الأوروبي 2005 هي المباراة النهائية في كأس الاتحاد الأوروبي 2004–05 وفاز فيها نادي سيسكا موسكو على سبورتينغ لشبونة. لعبت المباراة على ملعب جوزيه ألفالادي في لشبونة.